# Mansigné
Mansigné är en kommun i departementet Sarthe i regionen Pays de la Loire i nordvästra Frankrike. Kommunen ligger i kantonen Pontvallain som tillhör arrondissementet La Flèche. År 2022 hade Mansigné 1 550 invånare.

## Befolkningsutveckling
Antalet invånare i kommunen Mansigné
| Referens: INSEE |